# Humboldtova univerza v Berlinu
Humboldtova univerza v Berlinu (nemško Humboldt-Universität zu Berlin) je najstarejša in druga največja univerza v Berlinu. Sedež ima na ulici Unter den Linden, v četrti Dorotheenstadt v delu Berlina, imenovanem Mitte.

## Zgodovina
Univerza je bila ustanovljena 16. avgusta 1809 na pobudo liberalnega pruskega šolskega reformatorja in jezikoslovca Wilhelma von Humboldta. Delovati je pričela leta 1810, takrat pod imenom Berliner Universität (Alma Mater Berolinensis). Od 1828 do 1946 je nosila ime Friedrich-Wilhelms-Universität, v čast njenega ustanovitelja, pruskega kralja Friderika Viljema III. Šele 1949 je univerza dobila svoje sedanje ime, Humboldt-Universität zu Berlin.

## Pomembne osebnosti
Velika spodbuda za ustanovitev univerze je prišla s strani uglednih strokovnjakov tistega časa, zlasti s strani filozofa Johanna Gottlieba Fichteja in teologa Friedricha Schleiermacherja. Znani raziskovalci, kot so kemik August Wilhelm von Hofmann, fizik Hermann von Helmholtz, matematiki Ernst Eduard Kummer, Leopold Kronecker, Karl Weierstrass, zdravniki Johannes Peter Müller, Albrecht von Graefe, Rudolf Virchow in Robert Koch, so prispevali k veliki prepoznavnosti univerze v takratnem času. Za prvega rektorja te univerze je bil imenovan Theodor Schmalz.

## Organizacija univerze

### Predsedstvo univerze
Predsedstvo Humboldtove univerze sestavljajo predsednik Jan-Hendrik Olbertz, podpredsednik za akademske in mednarodne zadeve, Uwe Jens Nagel, podpredsednik za raziskave, Michael Linscheid in podpredsednik za proračun, kadrovske zadeve in tehnologijo, Frank Eveslage.  

### Fakultete
Od leta 1994 je Humboldtova univerza razdeljena na enajst fakultet, od katerih ima vsaka več kot eno institucijo. Poleg tega obstaja več srednje- in interdisciplinarnih dejavnosti.
- Pravna fakulteta
- Fakulteta za kmetijstvo in vrtnarstvo
- Fakulteta za matematiko in naravoslovje I (Fizika, Biologija, Kemija)
- Fakulteta za matematiko in naravoslovje II (Matematika, Računalništvo, Psihologija, Geografija)
- Medicinska fakulteta (Charité – Universitätsmedizin Berlin)
- Filozofska fakulteta I (Filozofija, Zgodovina, Bibliotekarstvo in informacijska znanost, Evropska etnologija)
- Filozofska fakulteta II (Inštitut za nemško književnost, Inštitut za nemški jezik in jezikoslovje, Severne evropske študije, Anglistika/Ameriške študije, Romanistika, Slavistika, Klasična filologija)
- Filozofska fakulteta III (Arheologija, Azijske in afriške študije, Kulturne študije, Umetnostna zgodovina in podobe, Glasba, Znanost in medijske študije, Družbene vede, Center za transdisciplinarne študije spolov)
- Filozofska fakulteta IV (Pedagogika, Znanost o rehabilitaciji, Znanost o športu, Progres v izobraževanju)
- Teološka fakulteta
- Ekonomska fakulteta

### Univerzitetna knjižnica
Univerzitetna knjižnica je ena največjih univerzitetnih knjižnic v Nemčiji. Jeseni 2009 je bil odprt Center Jacoba in Wilhelma Grimma, kjer je osrednje mesto našla centralna knjižnica, poleg nje pa še dvanajst strokovnih knjižnic. Centralna knjižnica je bila ustanovljena leta 1832, a je bila od leta 1910 brez lastne zgradbe. V njej je uporabnikom na razpolago 6,5 milijona knjižničnih enot. Študentom in raziskovalcem je v novi stavbi namenjenih 1250 mest. V Centru Jacoba in Wilhelma Grimma so urejeni računalniška soba, dvorana za videokonference, prostor, namenjen večjim skupinam, kabine za posameznike ter prostor za starše in otroke.